# (6818) Sessyu
(6818) Sessyu est un astéroïde de la ceinture principale.

## Description
(6818) Sessyu est un astéroïde de la ceinture principale. Il fut découvert le 11 mars 1983 à Kiso par Hiroki Kosai et Kiichiro Hurukawa. Il présente une orbite caractérisée par un demi-grand axe de 2,22 UA, une excentricité de 0,08 et une inclinaison de 4,2° par rapport à l'écliptique.

## Compléments